# Thomas Stevenson Drew
Pour les articles homonymes, voir Drew.
Thomas Stevenson Drew, né le 25 août 1802 dans le comté de Wilson (Tennessee) et mort en janvier 1879 à Lipan (Texas), est un homme politique démocrate américain. Il est gouverneur de l'Arkansas entre 1844 et 1849.